# Шунка
Шунка е осолен, изсушен или термично обработен хранителен продукт, произвеждан традиционно от заден или преден свински бут или еленово месо, но в последните години се произвежда и от пуешко и пилешко месо. Най-важната отличителна черта на истинската шунка е, че представлява пресовано месо, а не месен деликатес от смляно такова.
Шунка е приготвяна още в Древния Рим, в частност, още през I век пр.н.е. Марк Теренций Варон в своето произведение „За селското стопанство“, описва технология, по която се приготвя.

## Шунката в различните страни

### България
В България под името шунка е наложена и представа за варенопресован колбас от свинско месо, което всъщност не е истинска шунка, но заради дългогодишните потребителски навици, сега този продукт се нарича шунка – класик. На практика това е вариант на деликатесен руски колбас, подобен на популярния „Докторски“, който се произвежда от средата на 50-те години на 20 век.
Като представител на шунката в България, много популярен деликатес е Еленският бут – представлява шунка от осолен и изсушен свински бут, който се приготвя само в района на град Елена. Месото на еленския бут има уникален и специфичен вкус. Приготвя се в условията на специфичните климатични особености на Еленския балкан. Технологията на приготвянето не е сложна и не съдържа особени тайни. Отделените свински бутове се осоляват много добре и се постават на дъното на „постав“ – специална бъчва за съхранението им. В солта те престояват около 40 – 45 дни. След това осоленото месо се изважда и оставя да съхне.

### Китай
Споменаването на хранителен продукт, близък до шунката, който се използва при приготвянето на множество ястия, се среща в китайски текстове, датиращи от епохата на династия СунСун (X – XIII век). Няколко видове шунка били описани по времето на династия Цин (XVII – XX век), които били използвани предимно за приготвянето на така наречените „Азиатски супи“.
Най-известният вид китайска шунка е „Цзинхуа“ (на китайски език – 金華火腿), която се използва за приготвянето на националното ястие „Буда прескача през стената“ (на английски език – Buddha Jumps Over the Wall).

### Франция
Байонската шунка (Bayonne Ham) е най-популярната шунка във Франция. Приготвя се чрез изсушаване на открито място, след което се осолява. Названието идва от името на град Байон, разположен в югозападна Франция. Друг известен вид френска шунка е шунка без кости, приготвяна в специална форма.

### Германия
Германия е страна, известна с два сорта шунка:
- Шунка „Черната планина“ (на немски език – Schwarzwälder Schinken) се произвежда в района на планината Шварцвалд. Тази шунка е опушена със стърготини и шишарки.
- „Вестфалска шунка“ се произвежда в района на Северен Рейн-Вестфалия, от прасета, хранени с жълъди. Опушва се с букови стърготини.

### Италия
Традиционната италианска шунка се нарича „Прошуто“.
Пармската шунка (Прошуто ди Парма) се произвежда в почти 200 завода, концентрирани в източната част на провинция Парма. За производството на тази шунка се използват свински бутове (по 12 – 13 кг). Отличителна особеност e, е че освен осоляването ѝ се добавят захар и подправки.
„Прошуто ди Сан Даниеле“ е известна марка прошуто, чието наименование идва от италианската община Сан Даниеле дел Фриули. Тази шунка е с по-малко съдържание на сол и е много ароматна.

### Испания
В тази страна, на качеството на шунката се отделя най-голямо внимание. Създадени са писани правила, за приготвянето на този деликатес, правила за храненето на свинете, подготовката, както и на самите производствени процеси.
Един от най-известните испански видове шунка е така наречената хамон. В столицата Мадрид има верига ресторанти наречени „Музей на хамона“.

### Португалия
Повечето видове шунки в страната се предлагат под общото название fiambre. Самата изработка на шунката е силно повлияна от тази, произвеждана в Испания.
Главен производствен център е град Шавеш.

### САЩ
Производството на шунка в САЩ в по-голямата си част е повлияна от традициите при производство на шунка във Великобритания през XVII век и през XVIII век във Франция.
Така в началото на XX век фермерите в Южните Апалачи всяка есен пускали своите свине за продажба в равнините, като преди това били угоявани с кестени и жълъди, така както постъпвали техните шотландски предци в продължение на столетия. Археологически разкопки в района на Джеймстаун доказват, че първите заселници в този регион (в по-голямата си част преселници от английския Уест Мидландс), строяли свинарници за прасета, доведени с тях от Европа. Животните се колели в средата на ноември. В този район коледните празници се празнуват със свинско месо и неговите производни, вместо с традиционната за САЩ пуйка.
Много популярна е „Смитфийлдската шунка“ (наричана още „селска шунка“), произвеждана само в околностите на град Смитфийлд, щата Вирджиния. Този продукт се отличава с високото си съдържание на сол, а технологичният процес продължава сравнително дълго като време, като за този период от зреене продукта се позволява да се покрие със слой плесен. Преди консумация, този пласт се премахва.
Друг известен вид е „Шунка от Тенеси“ и „Шунка от Апалачи“, приготвяни в съответните региони. В готовия продукт се добавя мед и хикори (вид американски орехи с горчив вкус).
Популярна е шунката, приготвяна от пуешко месо, която е с ниско съдържание на мазнини.